# 愛之風Liner
愛之風Liner（日语：／ Ainokaze rainā */?）是由愛之風富山鐵道和IR石川鐵道運行於兩公司之間的Liner（Home Liner）名稱。

## 概要

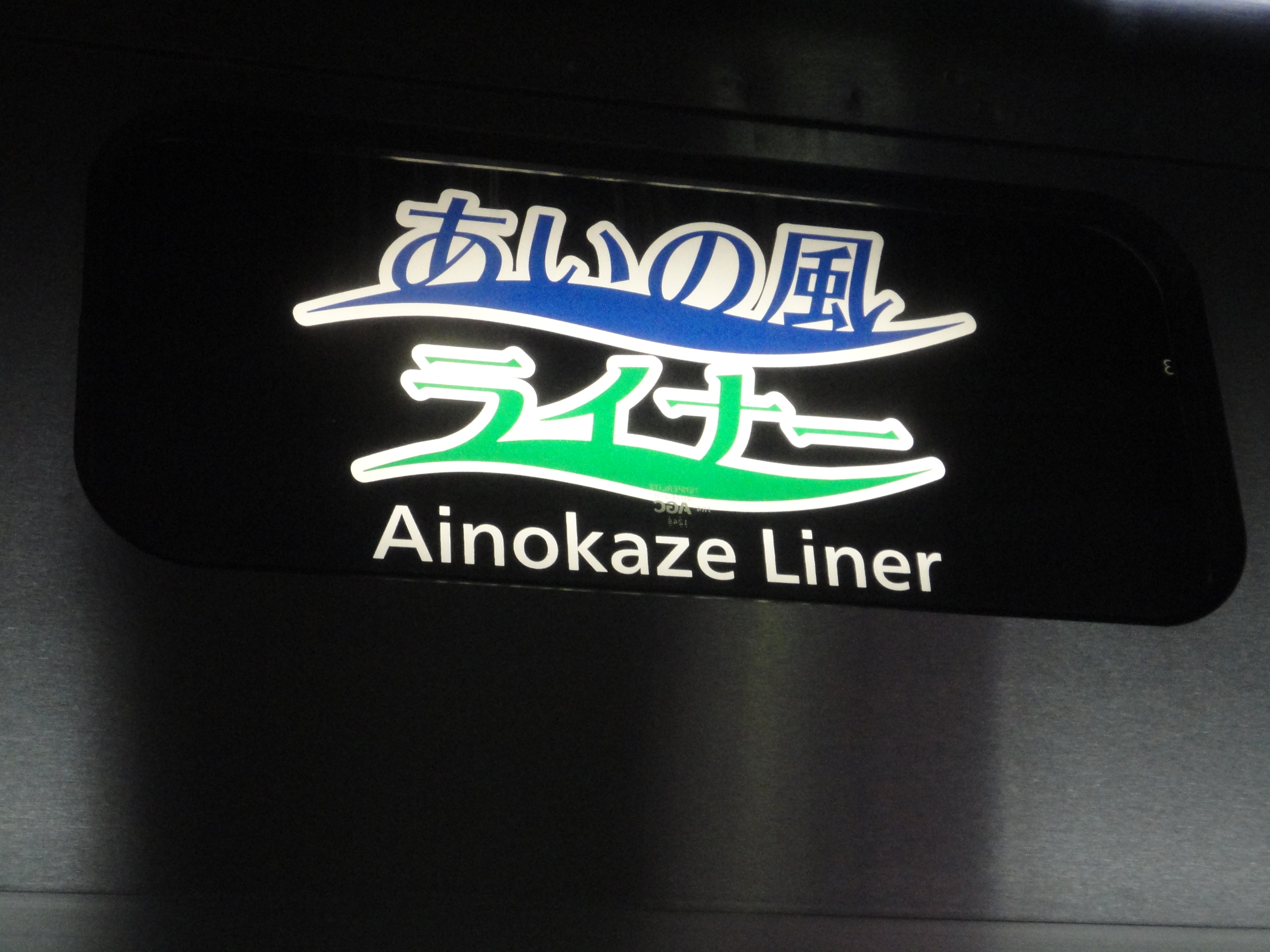
頭徽（捲幕式）

隨著北陸新幹線長野站至金澤站之間開通，並行在來線的西日本旅客鐵道（JR西日本）北陸本線部分區間由第三部門鐵道三間公司繼承，為了提高該區間內的乘車速度，便於繼承當日開設此列車。列車所有車廂為指定席。
另外，由於路線繼承日為2015年（平成27年）3月14日，當日為星期六，因此實際開始營運日期是接下來第一個實施平日時間表的3月16日。在開設當初的列車類別為快速列車，後來為了防止乘客誤乘，於2016年3月時間表修正起，此列車的類別改為「Liner」。

## 運行概況
「愛之風Liner」主要在平日早上和黃昏行走，星期六及假日沒有班次，行走於泊站至金澤站之間（途經富山站）。於早上時段中，只有1班上行班次（2號）從泊出發前往金澤。在黃昏以後，設有3班下行班次（1、3、5號）從金澤前往泊，1班上行班次（4號）從泊前往金澤。所有列車均使用愛之風富山鐵道所屬的521系2卡編成，不使用IR石川鐵道所屬的521系。在開設當初，早上2號（從泊出發前往金澤）班次以4卡編成。

## Liner券
此列車所有車廂為指定席。因此，除了乘車券外，還需要持有「Liner券」才可乘車。Liner券費用為300日圓，每一次乘車使用一次Liner券。整個乘車區間都是均一收費，大小同價。
Liner券中，可於此列車之停靠車站（除金澤站），以及車內發售。在2016年（平成28年）6月5日起，乘客可於乘車日所屬的星期之前一個星期日起，於此列車之停靠車站（除金澤站）預先購買Liner券。在這之前也設有預購服務，但是限期是乘車日前5日起（不包括星期六與假日）。
「愛之風Liner」與普通列車使用同一型號列車，很多時難以分辨兩架列車，因此會發生誤乘的情況。另外收款系统也設有問題，會發入不購入Liner券下也可乘車的情況。針對這種情況，於2016年3月時間表修正起，車輛的列車類別幕中，使用了JR西日本「快速」的專用顏色橙色，以及加設專用標誌以作識別。

### 售票系統
關於座位管理的數據庫，使用了KDDI的雲端運算服務。車站職員和乘務員使用終端設施（iPad的流動網絡版本，並使用藍芽功能連接流動打印機以打印Liner券）。由於可使用手提電話連接座位管理數據庫，因此於車內可發行印上座位編號的Liner券。
透過使用雲端服務與智能設備，大大降低了開發和維護成本。透過簡化系統功能和敏捷軟件開發技巧，系統只需要半年便建構完成。

## 停車站
金澤站 - 石動站 - 高岡站 - 小杉站 - 富山站 - 滑川站 - 魚津站 - 黑部站 - 入善站 - 泊站
於金澤站以東區間的停車站是繼襲了北陸本線時代特急的停車站，現時七尾線部分特急上行班次通過津幡站。只有終點站金澤站是非愛之風富山鐵道車站。在北陸本線時代，星期六及假日設有從富山站前往金澤站的快速「假日Liner金澤」，當時停靠福岡站，但是此列車則通過。
另外在泊站以東，列車不會通過市振站，直通至越後心動鐵道日本海翡翠線。

## 歷史
- 2015年（平成27年）3月16日 - 愛之風富山鐵道線與IR石川鐵道線開業後首個平日開設了「愛之風Liner」[3]。共有3個往返班次（當中上行6號從泊出發前往富山。其他班次為行走於金澤站至泊站之間）。
- 2016年（平成28年）
  - 3月28日 - 在3月26日實施的時間表修正中，設有以下改動。
    - 為了縣東部學校學會活動後下課對策，6號廢除變成普通列車（星期六及假日繼續暫停服務）。使班次變成下行3班，上行2班。行走區間統一為金澤站至泊站之間。
    - 早上2號（從泊前往金澤）由4卡變成2卡編成。因此，所有列車統一為2卡編成。
    - 引入專用標誌，於列車類別幕中顯示。

  - 6月5日 - 當日起，Liner券的預購日從乘車日前5日起（不計算星期六及假日），變成乘車日所屬星期的前一個星期日起。

## 注腳
1. ↑  . Response.（日语：Response.）. 2015-01-08  [2022-02-04]. （原始内容存档于2022-02-04） （日语）.
2. ↑  . MyNavi新聞（日语：マイナビニュース）. 2015-01-08  [2022-02-04]. （原始内容存档于2022-02-04） （日语）.
3. 1 2  . あいの風とやま鉄道. 2015-01-08  [2016-04-08]. （原始内容存档于2022-02-04） （日语）.
4. ↑  . あいの風とやま鉄道.   [2016-06-08]. （原始内容存档于2022-03-13） （日语）.
5. ↑  . あいの風とやま鉄道. 2016-05-19  [2016-06-08]. （原始内容存档于2022-02-04） （日语）.
6. ↑  . あいの風とやま鉄道. 2015-03-13  [2016-04-08]. （原始内容存档于2022-02-04） （日语）.
7. ↑  . 北日本新聞. 2015-06-22  [2022-02-04]. （原始内容存档于2019-07-13） （日语）.
8. ↑   (PDF). あいの風とやま鉄道. 2015-12-18  [2016-04-08]. （原始内容 (PDF)存档于2022-02-04）.
9. ↑  . 鉄道ファン・railf.jp. 2016-03-29  [2016-04-08]. （原始内容存档于2022-02-05） （日语）.
10. ↑  . 日經BP（日语：日経BP） (ITPro). 2015-05-28  [2022-02-04]. （原始内容存档于2017-04-06） （日语）.

## 外部連結
- 愛之風富山鐵道官方網站 （页面存档备份，存于）（日語）
- 引入雲端售票系統的事例 （页面存档备份，存于）（日語） - KDDI